# Castagniers
Castagniers – miejscowość i gmina we Francji, w regionie Prowansja-Alpy-Lazurowe Wybrzeże, w departamencie Alpy Nadmorskie.
Według danych na rok 1990 gminę zamieszkiwało 1229 osób, a gęstość zaludnienia wynosiła 163 osoby/km² (wśród 963 gmin regionu Prowansja-Alpy-W. Lazurowe Castagniers plasuje się na 342. miejscu pod względem liczby ludności, natomiast pod względem powierzchni na miejscu 755.).